# Thorvald Ellegaard
Thorvald Ellegaard (7 de marzo de 1877-27 de abril de 1954) fue un deportista danéx que compitió en ciclismo en la modalidad de pista. Ganó diez medallas en el Campeonato Mundial de Ciclismo en Pista entre los años 1901 y 1913.

## Medallero internacional
| Campeonato Mundial | Campeonato Mundial     | Campeonato Mundial | Campeonato Mundial       |
| Año                | Lugar                  | Medalla            | Competición              |
| ------------------ | ---------------------- | ------------------ | ------------------------ |
| 1901               | Berlín (Alemania)      | Medalla de oro     | Velocidad individual (P) |
| 1902               | Roma (Italia)          | Medalla de oro     | Velocidad individual (P) |
| 1903               | Copenhague (Dinamarca) | Medalla de oro     | Velocidad individual (P) |
| 1904               | Londres (Reino Unido)  | Medalla de plata   | Velocidad individual (P) |
| 1905               | Amberes (Bélgica)      | Medalla de plata   | Velocidad individual (P) |
| 1906               | Ginebra (Suiza)        | Medalla de oro     | Velocidad individual (P) |
| 1908               | Berlín (Alemania)      | Medalla de oro     | Velocidad individual (P) |
| 1910               | Bruselas (Bélgica)     | Medalla de plata   | Velocidad individual (P) |
| 1911               | Roma (Italia)          | Medalla de oro     | Velocidad individual (P) |
| 1913               | Leipzig (Alemania)     | Medalla de plata   | Velocidad individual (P) |

## Palmarés
- 1898
  - Campeón de Dinamarca de Velocidad
- 1899
  - Campeón de Dinamarca de Velocidad 
  - 1.º en el Gran Premio de Copenhague
- 1900
  - Campeón de Dinamarca de Velocidad
- 1901
  - Campeón del mundo de velocidad 
  - 1.º en el Gran Premio de París
  - 1.º en el Gran Premio de Copenhague
- 1902
  - Campeón del mundo de velocidad 
  - Campeón de Europa de Velocidad
  - 1.º en el Gran Premio de Copenhague
- 1903
  - Campeón del mundo de velocidad 
  - Campeón de Europa de Velocidad
  - 1.º en el Gran Premio del UVF
  - 1.º en el Gran Premio de Copenhague
- 1904
  - 1.º al Gran Premio de Copenhague
- 1905
  - 1.º en el Gran Premio de Copenhague
- 1906
  - Campeón del mundo de velocidad 
  - 1.º en el Gran Premio de Copenhague
  - 1.º en el Gran Premio de Reims
- 1907
  - 1.º en el Gran Premio de la UVF
  - 1.º en el Gran Premio de Copenhague
- 1908
  - Campeón del mundo de velocidad 
  - Campeón de Europa de Velocidad
- 1910
  - 1.º en el Gran Premio de Copenhague
- 1911
  - Campeón del mundo de velocidad 
  - 1.º en el Gran Premio de París
  - 1.º en el Gran Premio de Copenhague
- 1912
  - 1.º en el Gran Premio de la UVF
- 1914
  - 1.º en el Gran Premio de Copenhague